# UMF Víkingur
UMF Víkingur, beter bekend als Víkingur Ólafsvík, is een IJslandse voetbalclub uit Ólafsvík in de regio Snæfellsnes. In 1928 werd de club opgericht en de thuiswedstrijden worden gespeeld in het Ólafsvíkurvöllur. Het speelde in totaal drie seizoenen in de Úrvalsdeild.

## Geschiedenis
De club speelde het grootste deel van zijn geschiedenis in de lagere divisies. In 1974 promoveerde het naar de tweede klasse, maar het degradeerde na een jaar. Na de fusie in 2002 tussen de clubs uit de regio Snæfellsnes lukte het Víkingur Ólafsvík om in drie jaar te promoveren naar de 1. deild karla. De club verbleef er vijf jaar, totdat in 2009 de stap terug gemaakt moest worden naar de 2. deild karla. Víkingur werd er ongeslagen kampioen en kon dus direct terugkeren naar de tweede klasse.

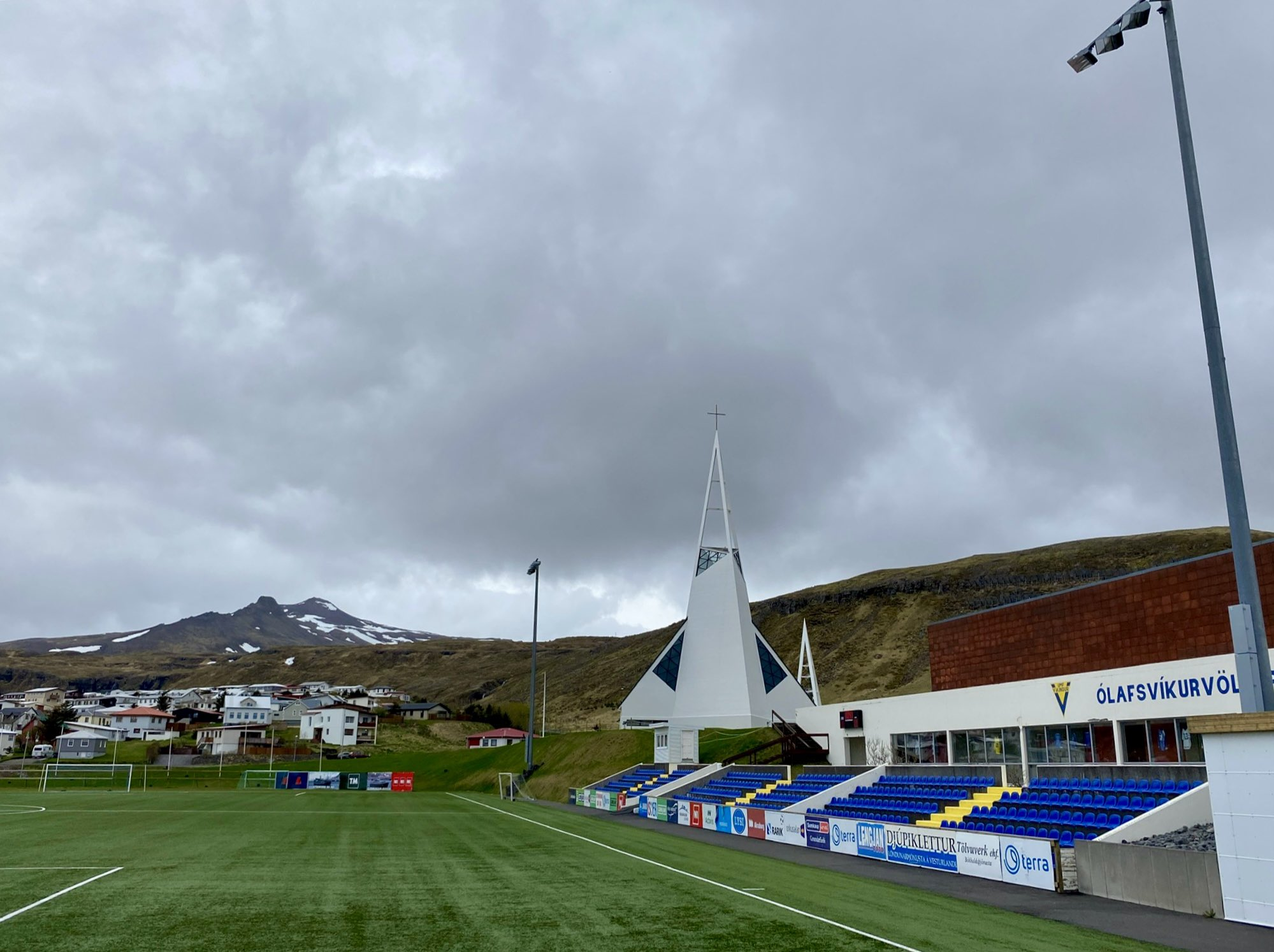
Het Ólafsvíkurvöllur met daarnaast de markante Ólafsvíkurkirkja

Na de terugkeer op het tweede niveau werd een tribune gebouwd in het stadion om aan de eisen te voldoen van de IJslandse voetbalbond. De bouw werd na een jaar voltooid. In 2012 promoveerde de club uit het vissersdorpje voor het eerst in de geschiedenis naar de hoogste klasse, de Úrvalsdeild. Door de onverwachte promotie bouwde men de tribune uit naar 500 zitplaatsen. Ook werden nieuwe reclameborden geplaatst in het stadionnetje en werd er een mediahuis gebouwd aan de lange zijde tegenover de tribune om de wedstrijden op het hoogste niveau te filmen. De club degradeerde in 2013 direct weer terug maar promoveerde in 2015 andermaal naar de Úrvalsdeild. Het kon eenmaal degradatie voorkomen, in 2017 gebeurde dat toch. Vier seizoenen erna zakte het verder naar de 2. deild karla.

### Beker
In 2010 werd Víkingur Ólafsvík de eerste derdeklasser ooit die de halve finale van de IJslandse voetbalbeker wist te bereiken. In de kwartfinale - die live werd uitgezonden op televisie - stuntte het in een vol eigen huis tegen eersteklasser Stjarnan FC (3-3 n.v., 5-4 n.s.).
In de halve finale werd het gekoppeld aan toenmalig landskampioen FH Hafnarfjörður in een uitwedstrijd, waarin het werd gesteund door veel meegereisde supporters. Hoewel het nog wel op gelijke hoogte (1-1) kwam, verloor het met 1-3.

## Eindklasseringen
- 2000
3. deild karla
- 2001
3. deild karla
- 2002
3. deild karla
- 2003 1e
3. deild karla
- 2004 1e
2. deild karla
- 2005 5e
1. deild karla
- 2006 7e
1. deild karla
- 2007 10e
1. deild karla
- 2008 10e
1. deild karla
- 2009 11e
1. deild karla
- 2010 1e
2. deild karla
- 2011 4e
1. deild karla
- 2012 2e
1. deild karla
- 2013 11e
Úrvalsdeild
- 2014 4e
1. deild karla
- 2015 1e
1. deild karla
- 2016 10e
Úrvalsdeild
- 2017 11e
Úrvalsdeild
- 2018 4e
1. deild karla
- 2019 4e
1. deild karla
- 2020 9e
1. deild karla
- 2021 12e
1. deild karla
- 2022 7e
2. deild karla
- 2023 5e
2. deild karla
- 2024 4e
2. deild karla

- Úrvalsdeild
- 1. deild karla
- 2. deild karla
- 3. deild karla

## Futsal
De Futsal-afdeling van Víkingur Ólafsvík veroverde in het seizoen 2013 de landstitel. Daardoor mag de club meedoen aan Europees voetbal voor zaalvoetbal.